# شینیا تانوه
شینیا تانوه (انگلیسی: Shinya Tanoue؛ زادهٔ ۵ فوریهٔ ۱۹۸۰) بازیکن فوتبال اهل ژاپن است.
از باشگاه‌هایی که در آن بازی کرده‌است می‌توان به باشگاه فوتبال یوکوهاما مارینوس و باشگاه فوتبال کاشیوا ریسول اشاره کرد.